# كاثرين ريان (مخرجة)
كاثرين ريان (بالإنجليزية: Kathryn Ryan)‏ هي مخرجة أمريكية، ولدت في 28 ديسمبر 1983 في لوس أنجلوس في الولايات المتحدة.

## روابط خارجية
- كاثرين ريان على موقع IMDb (الإنجليزية)
- كاثرين ريان على موقع قاعدة بيانات الفيلم (الإنجليزية)